# Eishockey-Europapokal 1977/78
Der Eishockey-Europapokal in der Saison 1977/78 war die 13. Austragung des gleichnamigen Wettbewerbs durch die Internationale Eishockey-Föderation IIHF. Der Wettbewerb begann im September 1977; das Finale wurde letztlich im August 1979 ausgespielt. Insgesamt nahmen 16 Mannschaften teil. Der ZSKA Moskau gewann nach einjähriger Pause zum insgesamt achten Mal den Titel.

## Modus und Teilnehmer
Die Landesmeister des Spieljahres 1976/77 der europäischen Mitglieder der IIHF waren für den Wettbewerb qualifiziert. Der Wettbewerb wurde im K.-o.-System in Hin- und Rückspiel ausgetragen. Der ZSKA Moskau war dabei für das Finale gesetzt, der Titelverteidiger TJ Poldi SONP Kladno für die vierte Runde.
| - HC Bozen - EC Klagenfurter AC - Feenstra Verwarming Heerenveen - Kölner EC - Gap Hockey Club - SC Bern - IL Manglerud/Star Oslo - Ferencváros Budapest | - Podhale Nowy Targ - Steaua Bukarest - HK Jesenice - SC Dynamo Berlin - Tappara Tampere (gesetzt für die 2. Runde) - Brynäs IF Gävle (gesetzt für die 2. Runde) - TJ Poldi SONP Kladno (Titelverteidiger; gesetzt für die 4. Runde) - ZSKA Moskau (gesetzt für das Halbfinale) |

## Turnier

### 1. Runde
|                        |                                | Gesamt | 1. Spiel | 2. Spiel |
| ---------------------- | ------------------------------ | ------ | -------- | -------- |
| SC Dynamo Berlin       | Podhale Nowy Targ              | 11:7   | 7:3      | 4:4      |
| EC Klagenfurter AC     | Ferencváros Budapest           | 10:5   | 5:2      | 5:3      |
| HC Bozen               | HK Jesenice                    | 12:8   | 6:2      | 6:6      |
| IL Manglerud/Star Oslo | Feenstra Verwarming Heerenveen | 9:10   | 3:3      | 6:7      |
| Steaua Bukarest        | SC Bern                        | 4:5    | 3:2      | 1:3      |
| Gap Hockey Club        | Kölner EC                      | 10:23  | 7:9      | 3:14     |

### 2. Runde
|                                |                 | Gesamt              | 1. Spiel            | 2. Spiel              |
| ------------------------------ | --------------- | ------------------- | ------------------- | --------------------- |
| EC Klagenfurter AC             | HC Bozen        | 7:8                 | 5:5                 | 2:3                   |
| SC Bern                        | Kölner EC       | 11:13               | 7:3                 | 4:8 n. V. → 0:2 n. P. |
| SC Dynamo Berlin               | Brynäs IF Gävle | Gävle verzichtete   | Gävle verzichtete   | Gävle verzichtete     |
| Feenstra Verwarming Heerenveen | Tappara Tampere | Tampere verzichtete | Tampere verzichtete | Tampere verzichtete   |

### 3. Runde
|                  |                                | Gesamt | 1. Spiel | 2. Spiel |
| ---------------- | ------------------------------ | ------ | -------- | -------- |
| HC Bozen         | Feenstra Verwarming Heerenveen | 5:9    | 4:2      | 1:7      |
| SC Dynamo Berlin | Kölner EC                      | 11:3   | 5:1      | 6:2      |

Der Titelverteidiger  TJ Poldi SONP Kladno erhielt ein Freilos für die dritte Runde.

### 4. Runde
|                                |                      | Gesamt | 1. Spiel | 2. Spiel |
| ------------------------------ | -------------------- | ------ | -------- | -------- |
| Feenstra Verwarming Heerenveen | TJ Poldi SONP Kladno | 6:24   | 3:9      | 3:15     |

Der  SC Dynamo Berlin erhielt ein Freilos und zog direkt in das Halbfinale ein.

### Halbfinale
|                  |                      | Gesamt | 1. Spiel | 2. Spiel |
| ---------------- | -------------------- | ------ | -------- | -------- |
| SC Dynamo Berlin | TJ Poldi SONP Kladno | 7:14   | 5:5      | 2:9      |

Ein Freilos für das Halbfinale erhielt der  ZSKA Moskau.

### Finale
Das Finalspiel war zugleich ein Spiel des Finalturniers des Europapokals 1978/79. Beide Teams verständigten sich darauf das Ergebnis auch für die noch ausstehende Partie der Austragung von 1977/78 gelten zu lassen.
| 29. August 1979 | ZSKA Moskau Waleri Charlamow (12.) Sergei Kapustin (45.) Alexander Lobanow (48.) | 3:1 (1:0, 0:0, 2:1) | TJ Poldi SONP Kladno Lubomír Bauer (41.) | Olympiahalle, Innsbruck Zuschauer: 5.000 |

### Siegermannschaft
| Europapokalsieger ZSKA Moskau | Torhüter: Wladislaw Tretjak Verteidiger: Sergei Babinow, Wjatscheslaw Fetissow, Alexei Kassatonow, Wladimir Luttschenko, Sergei Starikow, Alexei Woltschenkow Angreifer: Wjatscheslaw Anissin, Helmuts Balderis, Waleri Charlamow, Nikolai Drosdezki, Irek Gimajew, Sergei Kapustin, Wladimir Krutow, Alexander Lobanow, Sergei Makarow, Boris Michailow, Wladimir Petrow, Wiktor Schluktow Cheftrainer: Wiktor Tichonow |